# Minaret Yivli
Minaret Yivli – inaczej Żłobkowany minaret znajduje się w mieście Antalya w Turcji. Jest jednym z pierwszych islamskich obiektów w mieście. Meczet został wybudowany w 1230 roku. Żłobkowany minaret meczetu jest obecnie punktem orientacyjnym, a zarazem symbolem miasta. Minaret ma 38 metrów wysokości. Ozdobiony został ciemnobłękitnymi płytkami.  Zbudowany jest na kwadratowej, kamiennej bazie. Podzielony został na 8 żłobkowanych części. Chcąc znaleźć się na samej górze trzeba pokonać 90 schodów .

## Historia
Pierwszy budynek pochodzący z 1230 roku został zniszczony, a następnie odbudowany przez Mehmeta Beya w 1373 roku. Meczet ze swoimi 6 kopułami jest jednym w najstarszych przykładów wielokopułowych budowli w Anatolii.
Obecnie budynek należy do Muzeum Etnograficznego w Antalyi, które ma w swoich zbiorach ubiory, przybory kuchenne, hafty, gobeliny oraz krosna. Jest otwarty do zwiedzania od 1974 roku.